# تلمبه شهید مطهری (بافت)
تلمبه شهید مطهری یک منطقهٔ مسکونی در ایران است که در دهستان دشتاب واقع شده‌است. تلمبه شهید مطهری ۳۲ نفر جمعیت دارد.